# Regió del Kuban
La regió del Kuban fou una entitat administrativa de Rússia que va existir abans de 1917. Era la regió dels cosacs del Kuban però incluia també algunes conques més al nord: Baysugh, Chelbasi, Sasika i la riba esquerra del Yeya, tots corrent en direcció a la mar d'Azov si bé alguns es perdien abans d'arribar-hi.
Limitava al nord amb la regió dels Cosacs del Don, a l'est amb la regió dels Cosacs del Terek, al sud amb el Caucas, i a l'oest amb la mar Negra i la mar d'Azov. Estava dividida en 7 districtes:
- Yeya
- Temrük
- Kavkazski
- Ekaterinodar
- Maykop (paraula que en turc vol dir "molt d'oli")
- Laba
- Battalpashinsk

La superfície s'estimava en 85.000 km² i la població després de 1815 en 100.000 famílies (doncs entre 500.000 i 800.000 habitants) però l'Enciclopèdia Soviètica situava la població indígena el 1861 en 200.000 persones que havia baixat a 90.471 el 1883 a causa de les expatriacions massives de circassians. Els cosacs hi van començar a arribar el 1861; la colonització russa fou important i el 1894 ja eren 1.500.000 persones inclosos els cosacs. El 1916 l'estadística oficial donava per la província poc més de tres milions d'habitants dels quals 139.000 eren qualificats de muntanyesos i sunnites (txerkesos, abazins, i uns 15000 karatxais).

## Història
A l'edat de bronze ja hi restes de població a la zona. Les tombes de Maykop serien del segon mil·lenni aC o potser fins i tot del tercer. Les tombes dels segles IV i V aC són nombroses (Voronezskaya, Kelermes....). Dels segles ii i i aC hi ha diverses tombes sàrmates. La regió era anomenada Hypanis (el nom del riu) pels grecs. Els bizantina l'anomenaven Κονφις o Κῶφις. Les llegendes locals ituen al temps de Justinià I quan es va introduir el cristianisme entre els circassians (txerkessos). Els àrabs potser l'anomenaven Duba o Kuba que Gardizi assenyala com a límit sud dels magiars (madjars) al sud del qual vivien els twlas, probablement una tribu dels alans, que és la tribu osseta dels tual-tá) i al seu costat occidental els kashaks (txerkesos, a les cròniques russes kasogis).
La zona no va tenir història fins al segle xvi quan va començar l'interès dels kans de Crimea i els otomans per les planes fèrtils del sud-est de la mar d'Azov; els russos van començar a tenir interès en la zona quan Ivan el Terrible es va casar amb la princesa kabardina Maria Temrükovna (1561); poc després Kasim Pasha, pel sultà otomà, i Devlet I Giray kan de Crimea (1551-1577) operaven a la zona, el primer cap a Astracan i el segon a Kabàrdia.
El 1589 els cosacs es van plantar davant Azov, antiga colònia genovesa ocupada pels otomans el 1475. les lluites per Azov van involucrar al principat circassià de Kabàrdia o Kabarda (a l'est de Kuban, a les dues ribas del mitjà Terek). Els kans de Crimea van ser els més afortunats. El 1717 els circassians s'havien fet musulmans. El tractat russo-otomà de 1739 va establir la independència de les dues Kabarda (Gran Kabarda i Petita Kabarda), com estats tampons entre Rússia i Turquia. En el tractat de Küçük Kaynarca de 1779, les dues Kabarda foren posades sota protectorat del kan de Crimea que fou reconegut nominalment independent. El 1782 els turc van ocupar Taman i Caterina II va proclamar el 8 d'abril de 1783 l'annexió del Kanat de Crimea, de Taman i dels tàtars del Kuban. El 28 de desembre de 1783 la Porta va reconèixer el riu Kuban com a frontera.
Entre 1787 i 1791 el moviment nacional i religiós del Caucas dirigit per Shaykh Mansur va posar en dificultats als russos, però el tractat de Jassi (9 de gener de 1792) va confirmar la frontera de 1783. El tractat de 1829 la va traslladar més al sud fins a la rada de Sant Nicolau entre Poti i Batum, però l'ocupació efectiva d'aquestos territoris va durar 32 anys, després d'una ferotge resistència dels circassians del Kuban. El 1834 el general Veliaminov va establir una línia defensiva a la riba esquerra del Kuban fins a Guelendjik a la mar Negra. El 1838 es va fundar Novorossisk (Tsemes) al lloc de la fortalesa turca de Sudjuk-Kala. Durant la guerra de Crimea els circassians es van revoltar; el 1861 el general Yevdomikov va iniciar una maniobra envoltant per fer baixar a la plana a les tribus muntanyeses i per empenyera als rebels cap a la costa i cap a Turquia. Uns 75.000 circassians van abandonar el Caucas el 1864 i entre 1871 i 1884 foren 135.586.
Després de la revolució de 1917, el març es va fundar un Consell Provisional de l'Exèrcit (cosac) a Yekaterinoslav. El darrer ataman tsarista fou deposat, i un comissionat revolucionari va agafar el control el 26 de març de 1917. L'autonomia de la regió del Kuban es va proclamar a Novorossiysk el 7 de juliol de 1917 i el novembre de 1917 quedava establert l'estat de Kuban dins de la federació de Rússia.
Vegeu: República Popular del Kuban, República Soviètica del Kuban, República Soviètica del Kuban-Mar Negre, República Soviètica del Nord del Caucas.
Després de la guerra civil la regió va quedar sota control bolxevic i fou reorganitzat sobre una base ètnica, creant-se dos entitats amb rang de regions autònomes:
- Karatxai-Txerkèssia a l'est d'Urup amb capital a Battalpashinsk amb 150.000 habitants dels quals el 45% turcofons, 25% circassians i 13% cosacs. Creat el 12 de gener de 1922.
- Adiguèsia, al Kuban i al Laba, capital Tokhtamukay, amb 75.000 circassians. Creat el 27 de juliol de 1922